# آکیو واتانابه
آکیو واتانابه (انگلیسی: Akio Watanabe؛ زادهٔ ۲۷ ژوئیهٔ ۱۹۶۹) پویانما، تصویرگر، کارگردان پویانمایی، و کارگردان انیمیشن اهل ژاپن است.